# 타래료, 청폐안
《타래료, 청폐안》(중국어 간체자: 他来了，请闭眼, 정체자: 他來了，請閉眼, 병음: Tā láile, qǐng bì yǎn 타라이러, 칭비옌, 영어: Love Me If You Dare[*])은 2015년에 방영된 중화인민공화국의 드라마로 정묵(丁墨)의 동명 소설 원작을 바탕으로 했다. 훠젠화, 마쓰춘, 장로일, 왕카이, 인정 등이 출연했다. 2015년 10월 15일부터 2016년 1월 4일까지 소후와 동방 위성 텔레비전에서 동시 방영됐다.

## 줄거리
저명한 범죄심리학자 보진옌과 그의 조수 지엔야오와 함께 다양한 사건을 해결하는 내용이다.

## 등장 인물

### 주요 인물
- 훠젠화 : 보진옌(薄靳言) 역
- 마쓰춘 : 지엔야오(简瑶) 역
- 장로일 : 셰한(谢晗) 역
- 왕카이 : 리쉰란(李熏然) 역
- 인정 : 푸쯔위(傅子遇) 역
- 장령지 : 인쯔치(尹姿琪) 역

## 주변 인물
- 차오위안 : 지엔쉬안(简萱) 역
- 인쯔웨이 : 린이양(蔺漪阳) 역
- 왕용취안 : 리 국장(李局长) 역
- 쑨샤오훼이 : 지엔야오, 지엔쉬안 엄마(简妈) 역
- 에밀리 오하나 : 수잔 블록(Susan Block) 역
- 마크 P. 굿맨 : 토미(Tommy) 역

## 수상
| 연도   | 시상식             | 부문                               | 후보자         | 결과 |
| ------ | ------------------ | ---------------------------------- | -------------- | ---- |
| 2016년 | 중국드라마품질성전 | 제재창신장                         | 타래료, 청폐안 | 수상 |
| 2016년 | 중국드라마품질성전 | 올해 최고 시장영향력을 갖춘 배우   | 훠젠화         | 수상 |
| 2016년 | 중국드라마품질성전 | 올해 최고 환영받은 남자배우상      | 훠젠화         | 수상 |
| 2016년 | 제19회 화정장      | 중국 100대 드라마 최고의 신인 배우 | 인정           | 수상 |
| 2016년 | 제19회 화정장      | 현대극 최고 남우주연상             | 훠젠화         | 후보 |

## 관련 서적
| 연도   | 저서               | 작가       | 출판사           | ISBN                   |
| ------ | ------------------ | ---------- | ---------------- | ---------------------- |
| 2014년 | 《타래료，청폐안》 | 딩모(丁墨) | 백화주문예출판사 | ISBN 978-7-5500-0989-9 |